# 2026년 대한민국 재보궐선거
2026년 대한민국 재보궐선거는 2026년에 치러질 대한민국의 재보궐선거이다. 대한민국의 공직선거법 규정에 의하여 2026년 6월 3일에 실시될 예정이다. 2025년 3월 1일부터 2026년 4월 30일까지 궐위된 국회의원에 대해 치러지며, 2008년 6월 4일생까지 선거 지역에 거주하고 있는 국민들에게 투표권이 주어진다.

## 6월 3일 재보궐선거

### 개요
- 선거일: 2026년 6월 3일
- 선거 내용: 총 2개 선거구(잠정)
  - 국회의원: 2명(잠정)

### 선거구역 및 사유

#### 국회의원
| 직책     | 정당 | 정당         | 이름   | 선거구    | 선거 사유 | 선거 종류 | 비고 |
| -------- | ---- | ------------ | ------ | --------- | --------- | --------- | ---- |
| 국회의원 |      | 더불어민주당 | 이재명 | 계양구 을 | 사직      | 보궐      |      |
| 국회의원 |      | 더불어민주당 | 강훈식 | 아산시 을 | 사직      | 보궐      |      |